# Nikola Komušanac
Nikola Komušanac (Vrela kod Sivše, 26. siječnja 1956. – Krasno, 31. svibnja 2015.) bio je hrvatski katolički svećenik

## Životopis
Rođen je 26. siječnja 1956. godine u Vrelima u BIH. Osmogodišnju školu završio je u mjestu Kalošević, a srednju u Tešnju. Teologiju je studirao u Rijeci od 1982. Zaređen je za svećenika 29. lipnja 1988. godine. Mladu Misu slavio je 24. srpnja 1988. godine u Blaževcima u crkvi Uzvišenja sv. Križa. Najviše godina svoga svećeništva proveo je u Krasnom u Lici, gdje je bio župnik i čuvar svetišta Majke Božje od Krasna. Bio je istovremeno i župnik u obližnjem Kuterevu. 
Istakao se u radu u obnovi svetišta i organizaciji brojnih hodočašća. Svetište Majke Božje od Krasna postalo je glavno mjesto hodočašća vjernika u Lici i šire, posebno za blagdan Velike Gospe. Ulaganje u infrastrukturu tog svetišta, kao i pratećih objekata, bio je jedan od glavnih vodilja njegovog rada. U slobodno vrijeme proizvodio je velebitsku travaricu, ostala alkoholna pića te sireve.
Pokopan je na mjesnom groblju u Krasnom.